# Biblioteca comunale Luciano Benincasa
La biblioteca comunale Luciano Benincasa di Ancona si trova attualmente nel Palazzo degli Anziani, in Piazza Benvenuto Stracca. La sede istituzionale di Palazzo Mengoni Ferretti è chiusa per lavori di ristrutturazione.

## Storia
La biblioteca nasce dal lascito testamentario di Luciano Benincasa che, nel 1669, dispone che la sua raccolta privata sia resa accessibile al pubblico. Nel 1749, Eleonora Vincenzi dona la libreria al comune di Ancona, che viene spostata dal palazzo della famiglia Benincasa al palazzo degli Anziani. Nel 1861, in seguito all'occupazione sabauda, gli ordini religiosi vengono soppressi, ma i loro volumi vengono trasferiti alla biblioteca comunale che registra così un notevole ampliamento.
Nel 1883 la biblioteca viene trasferita al liceo ginnasio "Carlo Rinaldini". Nel 1911 viene unita all'archivio storico comunale, e nel 1925 di nuovo trasferita nell'ex convento di San Francesco alle scale. Durante la seconda guerra mondiale i bombardamenti inglesi (1943/1944) distruggono il convento di San Francesco e i fondi storici - con i relativi inventari ottocenteschi - ivi conservati subiscono gravi danneggiamenti e rimangono incustoditi e all'adiaccio per molto tempo. Alla fine del conflitto il Comune acquista il palazzo Mengoni-Ferretti, e nel 1950 la biblioteca riapre nella nuova sede. L'archivio storico, prima accorpato, nel 1971 viene spostato presso l'archivio di Stato. Tra il 1972 ed il 1981, a causa del terremoto, si trasferisce in via Ascoli Piceno. Vengono aperte delle sedi decentrate, nel 1991, nella frazione di Collemarino, nel 1998, nel quartiere di Brecce Bianche.

## Patrimonio
Al 2007 possiede circa 145.000 unità bibliografiche. Tra le opere più antiche troviamo 62 incunaboli del Quattrocento e 2.600 libri del Cinquecento. Comprende anche 241 manoscritti musicali. Molto importante la parte dedicata alla storia comunale e delle Marche, sono infatti presenti fonti fondamentali.
Al suo interno sono ospitate
- biblioteca dei ragazzi "Armando Novelli", con oltre 13.000 opere scelte per ragazzi fino a 16 anni
- biblionastroteca comunale, con audiolibri di vario genere per ciechi.

## Palazzo Mengoni-Ferretti
Il palazzo che sorge sull'angolo nord-est di Piazza del Papa è un edificio storico eretto a partire dal 1592. Nel 1949 venne acquistato dal Comune di Ancona e dal 1950 ospita la biblioteca.